# Alexander Büchner

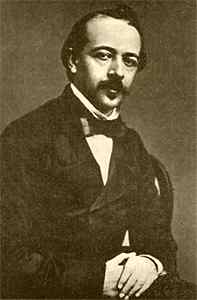
Alexander Büchner (um 1865)

Alexander Büchner (* 25. Oktober 1827 in Darmstadt; † 7. März 1904 in Hannover; mit vollständigem Namen Alexander Karl Ludwig Büchner) war ein deutsch-französischer Schriftsteller und Professor der Literaturgeschichte. Er ist der jüngste Bruder der berühmten Büchnerfamilie (s. u.). In Frankreich wurde er gelegentlich als Louis Büchner bezeichnet, was zu Verwechslungen mit seinem älteren Bruder Ludwig führen kann.

## Leben
Büchner war ein Sohn des Arztes Ernst Büchner (1786–1861) und dessen Ehefrau Caroline Louise, geb. Reuß (1791–1858). Seine Geschwister waren der spätere Revolutionär und Schriftsteller Georg Büchner (1813–1837), Mathilde Büchner (1815–1888), der spätere Fabrikant und Politiker Wilhelm Büchner (1816–1892), die spätere Schriftstellerin und Frauenrechtlerin Luise Büchner (1821–1877) und der Philosoph und Schriftsteller Ludwig Büchner (1824–1899).
Büchner studierte Jura an der Universität Gießen und war dort 1845 Mitglied der Alten Gießener Burschenschaft Allemannia sowie der Burschenschaft Rhenania und ab 1846 des Corps Rhenania Gießen. Zusammen mit seinem Bruder Ludwig war er damals an den revolutionären Bestrebungen von 1848 beteiligt. Gemeinsam mit August Becker, dem Freund ihres verstorbenen Bruders Georg Büchner, repräsentierten sie die Linke in den Gießener politischen Bewegungen. Er war Herausgeber der Zeitschrift Der Jüngste Tag, dort veröffentlichte er unter anderem eine Kriminalgeschichte über seinen Bruder Georg, in der er den Richter Georgi des Mordes an Friedrich Ludwig Weidig, dem Mitautor des Hessischen Landboten, beschuldigte. 1849 geriet er „bei einem Spaziergang“, ausgerüstet mit einem „Dolchmesser“ und einem Aufstandsplan für die Odenwälder Bauern in die Kämpfe des badischen Aufstandes. Nur die Geistesgegenwart seiner Schwester Mathilde, die beides an sich nahm und im Gebüsch verschwinden ließ, rettete ihn vor schwerwiegenden Folgen. Er wurde verhaftet und verhört, aber anschließend wieder freigelassen.
Nach Abschluss des Studiums wurde er Landgerichtsakzessist in Langen (Hessen). 1851 wurde ihm der „Acceß“ wegen staatsfeindlicher Gesinnung entzogen, nachdem er mit seinem Bruder Wilhelm zur Weltausstellung in London gereist war und dort deutsche Exilanten getroffen hatte. Der Plan, eine Deutsche Republik zu gründen und diese den Vereinigten Staaten von Amerika anzuschließen, wurde von einem Spitzel verraten. Alexander ging nach München, um dort Sprachen und Literatur zu studieren, und habilitierte sich 1852 als Privatdozent an der philosophischen Fakultät zu Zürich. Für kurze Zeit lebte er mit seinem Bruder Ludwig in Tübingen zusammen.
Auf Vermittlung des Darmstädter Mitrevolutionärs und Freundes Wilhelm Zimmermann, der selbst dort im Exil lebte, konnte er 1855 als Lehrer für neuere Sprachen am katholischen College Notre Dame in Valenciennes (Département Nord) arbeiten. Er trat 1857 als Gymnasiallehrer in den französischen Staatsdienst und war seit 1862 Professor der fremden Literaturen zu Caen (Département Calvados). Im Jahre 1870 nahm er die französische Staatsbürgerschaft an, aber von seiner Einbürgerung erfuhr er erst nach Ende des Deutsch-Französischen Krieges. Seine Arbeiten in französischer Sprache gehören zu den frühen Arbeiten der Komparatistik. Zusammen mit seinem Freund Léon Dumont übersetzte er Jean Pauls Poetik ins Französische. Die Übersetzung von Georg Büchners Dantons Tod durch seinen Schüler Auguste Dietrich hat er angeregt.
Büchner war in erster Ehe mit der Hanauerin Sophie Christ (1824–1880) verheiratet und hatte mit ihr einen Sohn (Sam Büchner, 1863–1940). 1899 heiratete Alexander Martha Bahlsen aus Hannover (1875–1949).

## Werke

### Einzelwerke
in deutscher Sprache
- Geschichte der englischen Poesie, 2 Bände. Darmstadt 1855
- Französische Litteraturbilder, 2 Bände. Frankfurt am Main 1858
- Lautverschiebung und Lautverwechselung, Abhandlung über deutsche Phonologie. Darmstadt 1863
- Jean Paul in Frankreich. Stuttgart 1863
- Der Wunderknabe von Bristol. Leipzig 1861
- Lord Byrons letzte Liebe. Eine biographische Novelle. 2 Bände (Novellen). Leipzig 1862
- (Hrsg.) Briefe des Prinzen Louis Ferdinand von Preußen an Pauline Wiesel. Nebst Briefen von A. von Humboldt, Rahel, Varnhagen, Gentz und Marie von Méris. Leipzig 1865 (Digitalisat)
- Das „tolle“ Jahr. Vor, während und nach 1848 (Erinnerungen). Gießen 1900
- Unter dem Kürzel A.B. lieferte er 1864 Korrespondenz-Beiträge aus Caen und Umgebung für Cottas Morgenblatt für gebildete Stände.[2]

in französischer Sprache
- La jeune Allemagne et l’école romantique. 1863
- Le roman réaliste en Allemagne. 1864
- Les comédies de Shakespeare. Caen, 1864
- L’hercule de l’Esthonie. Caen 1865
- Considérations sur le roman moderne. O.O., o. J. [Nach 1868]
- Hamlet le Danois. Paris, 1878
- Übers.: Poétique ou Introduction a l’Estéthique par Jean-Paul F.R. Richter

### Werkausgaben
- Ludwig Fertig (Hrsg.): Ausgewählte Schriften. Gesellschaft Hessischer Literaturfreunde Darmstadt 2005, ISBN 3-87390-194-3.